# Colobanthus muscoides
Colobanthus muscoides là loài thực vật có hoa thuộc họ Cẩm chướng. Loài này được Hook.f. mô tả khoa học đầu tiên năm 1844.